# Робаја (Арђеш)
Робаја (рум. Robaia) насеље је у Румунији у округу Арђеш у општини Мушатешти. Oпштина се налази на надморској висини од 495 m.

## Становништво
Према подацима из 2002. године у насељу је живело 773 становника, од којих су сви румунске националности.